# Wendlandia thyrsoidea
Wendlandia thyrsoidea là một loài thực vật có hoa trong họ Thiến thảo. Loài này được (Roth) Steud. miêu tả khoa học đầu tiên năm 1841.

## Hình ảnh

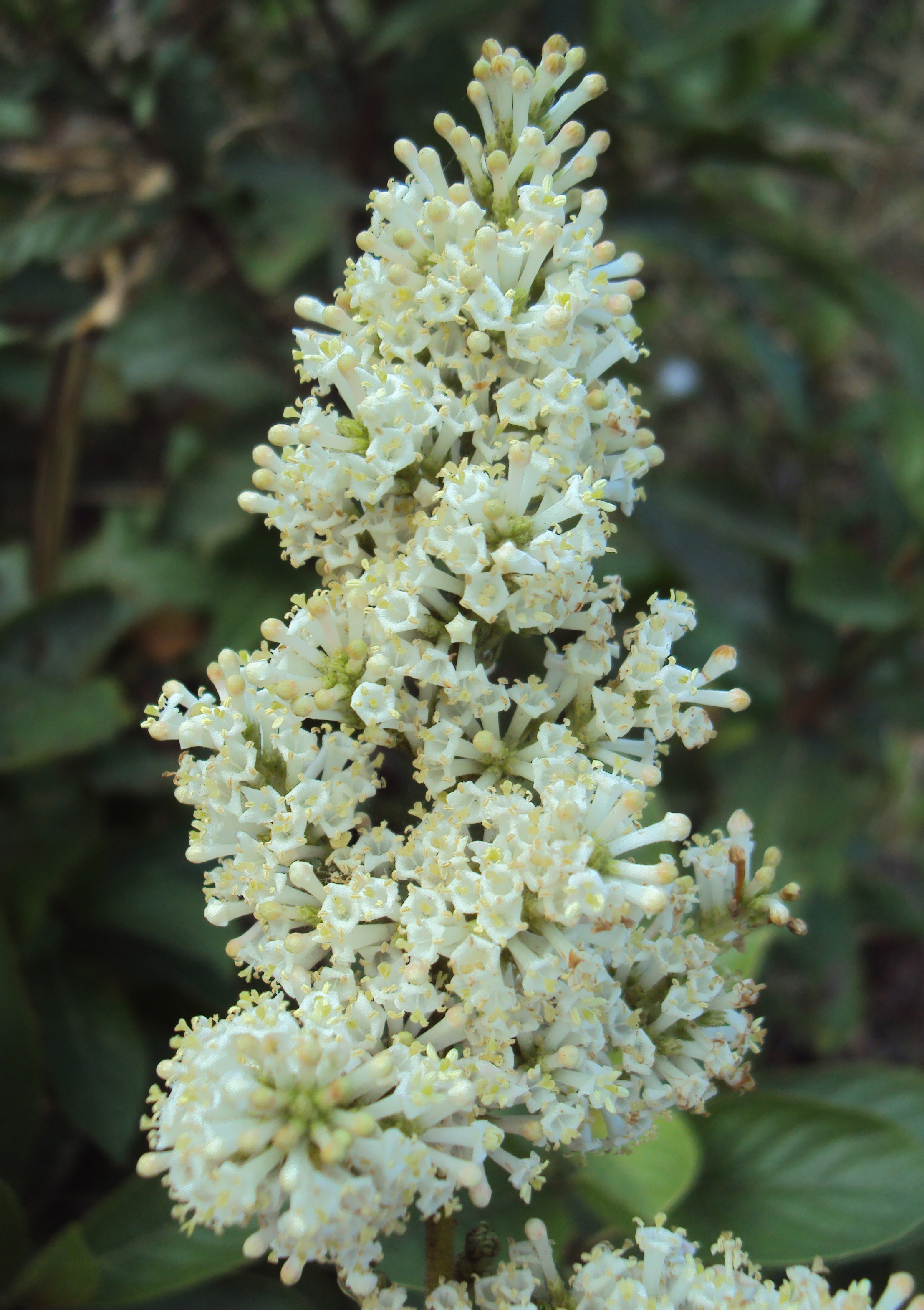